# Slovenia Open WTA
Lo Slovenia Open WTA, noto ufficialmente come Zavarovalnica Sava Ljubljana (precedentemente conosciuto come Zavarovalnica Sava Portorož, e ancor prima come Banka Koper Slovenia Open) è un torneo femminile di tennis disputatosi a Portorose in Slovenia su campi di cemento fino al 2022. L'anno seguente il torneo è stato spostato a Lubiana in concomitanza con lo svolgimento della Davis Cup negli stessi giorni.
Il campo principale dopo vari spostamenti è stato allestito in Kongresni trg (piazza del Congresso, ndt), mentre gli altri campi sono dislocati nel Tenis center Tivoli - Šport Ljubljana all'interno di un parco, tutti sulla superficie in terra rossa.

## Storia
Nato nel 2005 si sono disputate 5 edizioni, fino al torneo del 2010.
È tornato a far parte del circuito nel 2021, nella categoria dei tornei WTA 250.
Nel 2023 è passato alla categoria di tornei WTA 125.

## Albo d'oro

### Singolare
| Anno       | Sede          | Categoria     | Campione              | Finalista               | Punteggio           |
| ---------- | ------------- | ------------- | --------------------- | ----------------------- | ------------------- |
| 2005       | Portorose     | Tier IV       | Klára Koukalová       | Katarina Srebotnik      | 6–2, 4–6, 6–3       |
| 2006       | Portorose     | Tier IV       | Tamira Paszek         | Maria Elena Camerin     | 7–5, 6–1            |
| 2007       | Portorose     | Tier IV       | Tatiana Golovin       | Katarina Srebotnik (2)  | 2–6, 6–4, 6–4       |
| 2008       | Portorose     | Tier IV       | Sara Errani           | Anabel Medina Garrigues | 6–3, 6–3            |
| 2009       | Portorose     | International | Dinara Safina         | Sara Errani             | 6(5)–7, 6–1, 7–5    |
| 2010       | Portorose     | International | Anna Čakvetadze       | Johanna Larsson         | 6–1, 6–2            |
| 2011- 2020 | Non disputato | Non disputato | Non disputato         | Non disputato           | Non disputato       |
| 2021       | Portorose     | WTA 250       | Jasmine Paolini       | Alison Riske            | 7–6(4), 6–2         |
| 2022       | Portorose     | WTA 250       | Kateřina Siniaková    | Elena Rybakina          | 6(4)–7, 7–6(5), 6–4 |
| 2023       | Lubiana       | WTA 125       | Marina Bassols Ribera | Zeynep Sönmez           | 6–0, 7–6(2)         |
| 2024       | Lubiana       | WTA 125       | Jil Teichmann         | Nuria Párrizas Díaz     | 7-6(8), 6-4         |

### Doppio
| Anno       | Sede          | Categoria     | Campione                                           | Finaliste                                   | Punteggio         |
| ---------- | ------------- | ------------- | -------------------------------------------------- | ------------------------------------------- | ----------------- |
| 2005       | Portorose     | Tier IV       | Anabel Medina Garrigues (1) Roberta Vinci          | Jelena Kostanić Tošić Katarina Srebotnik    | 6–4, 5–7, 6–2     |
| 2006       | Portorose     | Tier IV       | Lucie Hradecká (1) Renata Voráčová (1)             | Eva Birnerová Émilie Loit                   | w/o               |
| 2007       | Portorose     | Tier IV       | Lucie Hradecká (2) Renata Voráčová (2)             | Andreja Klepač Elena Lichovceva             | 5–7, 6–4, [10–7]  |
| 2008       | Portorose     | Tier IV       | Anabel Medina Garrigues (2) Virginia Ruano Pascual | Vera Duševina Ekaterina Makarova            | 6–4, 6–1          |
| 2009       | Portorose     | International | Julia Görges Vladimíra Uhlířová (1)                | Camille Pin Klára Zakopalová                | 6–4, 6–2          |
| 2010       | Portorose     | International | Marija Kondrat'eva Vladimíra Uhlířová (2)          | Anna Čakvetadze Marina Eraković             | 6–4, 2–6, [10–7]  |
| 2011- 2020 | Non disputato | Non disputato | Non disputato                                      | Non disputato                               | Non disputato     |
| 2021       | Portorose     | WTA 250       | Anna Kalinskaja Tereza Mihalíková                  | Aleksandra Krunić Lesley Pattinama Kerkhove | 4–6, 6–2, [12–10] |
| 2022       | Portorose     | WTA 250       | Marta Kostjuk Tereza Martincová                    | Cristina Bucșa Tereza Mihalíková            | 6–4, 6–0          |
| 2023       | Lubiana       | WTA 125       | Amina Anšba Quinn Gleason                          | Freya Christie Yuliana Lizarazo             | 6–3, 6–4          |
| 2024       | Lubiana       | WTA 125       | Nuria Brancaccio Leyre Romero Gormaz               | Lina Ǵorčeska Jil Teichmann                 | 5-7, 7-5, [10-7]  |